# Padina pavonica
Padina pavonica é uma espécie de alga castanha calcogénica encontrada nas regiões costeiras do Oceano Atlântico norte e do Mar Mediterrâneo.